# Walk Into Light
Walk Into Light (1983) je prvním sólovým albem vydaným vedoucím skupiny Jethro Tull, Ianem Andersonem. (Původně bylo jako sólové zamýšleno album A, které pak však bylo vydáno jako řadové album skupiny Jethro Tull). Na albu Walk Into Light Anderson úzce spolupracoval s pozdějším klávesistou Jethro Tull, Peter-John Vetteseem.

## Obsazení
- Ian Anderson — zpěv, flétna, kytara, baskytara
- Peter-John Vettese — klávesy

## Seznam stop
1. "Fly by Night – 3:55
2. Made in England – 5:00
3. Walk into Light – 3:11
4. Trains – 3:21
5. End Game – 3:20
6. Black and White Television – 3:37
7. Toad in the Hole – 3:24
8. Looking for Eden – 3:43
9. User-Friendly – 4:03
10. Different Germany – 5:24